# L'Empire Oktoberfest
L'Empire Oktoberfest (Oktoberfest 1900) est une mini-série germano-tchèque de six épisodes de 48 minutes des auteurs principaux Christian Limmer et Ronny Schalk, d'après une idée d'Alexis von Wittgenstein. Elle a été mise en ligne le 8 septembre 2020 sur ARD Mediathek puis diffusée à la télévision du 15 au 23 septembre 2020 sur Das Erste.
Après les deux premiers épisodes, le documentaire de 30 minutes München 1900 - Von Bierbaronen und Künstlerfürsten a été diffusé. À l'occasion de cette première, il y a eu une conférence en direct, modérée par Christina Wolf, avec les acteurs principaux et le personnel, pendant le visionnement même du film.
Les acteurs principaux sont Mišel Matičević, Martina Gedeck, Francis Fulton-Smith, Klaus Steinbacher, Mercedes Müller, Brigitte Hobmeier et Maximilian Brückner. Cette série a été réalisée par Hannu Salonen.
Dans le reste du monde, la série est sortie sur Netflix le 1er octobre 2020.

## Synopsis
Cette série se déroule à Munich en l'an 1900. Le pouvoir économique vient des brasseries, les plus gros employeurs de la ville, ainsi que des propriétaires de l'Oktoberfest qui sont sous la tutelle de ces derniers et qui détiennent les licences pour ce festival. Curt Prank est un brasseur majeur de Franconie qui souhaite développer son expérience à l'Oktoberfest. Cependant, en tant que non-résident, il ne reçoit pas de permis d'alcool et il ne lui est pas permis de servir sa bière de Nuremberg au festival. À l'aide de moyens d'extorsion, de corruption et de contrats d'assassinat, Prank réussit à obtenir cinq emplacements adjacentes, sur lesquels il entend élever sa tente de bière.
Le plan amène les petites brasseries traditionnelles munichoises, telles que la Deibel Bräu de la famille Hoflinger, au bord de la faillite et déclenche un dur combat pour la survie. Les concurrents de Prank incluent également Anatol Stifter, le directeur général de la plus grande brasserie de Munich, Capital Bräu AG. Pour réaliser ses plans, Prank lui promet même la main de sa fille Clara. En outre, une relation amoureuse se développe entre Clara Prank et Roman Hoflinger, le fils de la famille de brasseurs, ce qui met les plans de Prank en danger.
La veuve de Deibel-Bräu Maria Hoflinger se défend de toutes ses forces contre les plans de Prank puisqu'elle pense que c'est l'assassin de son mari. Elle dirige les affaires de la brasserie Deibel, au grand mécontentement de son fils Roman. Il quitte alors Munich avec Clara Prank, qui attend un enfant de lui.

## Distribution

### Acteurs principaux
- Mišel Matičević (VF : Éric Herson-Macarel) : Curt Prank
- Martina Gedeck (VF : Marina Moncade) : Maria Hoflinger
- Francis Fulton-Smith (VF : Jean-Michel Fête) : Ignatz Hoflinger
- Klaus Steinbacher (VF : Tommy Lefort) : Roman Hoflinger
- Mercedes Müller (VF : Barbara Probst) : Clara Prank
- Brigitte Hobmeier (VF : Flora Brunier) : Colina Kandl
- Maximilian Brückner (VF : Jean-Christophe Dollé) : Anatol Stifter

### Acteurs secondaires
- Markus Krojer (VF : Gwendal Anglade) : Ludwig Hoflinger
- Martin Feifel (VF : François Marthouret) : Alfred Glogauer
- Michael Kranz (VF : Marc Arnaud) : Alfons Urban
- Vladimir Burlakov (VF : Julien Rampon-Lamard) : Gustav Fierment
- Eisi Gulp (VF : Féodor Atkine) : l'inspecteur Eder
- Irina Wanka : Elise Brockmann
- Petra Berndt : Gerdi Jakobmeyer
- Sibylle Canonica (VF : Sylvia Bergé) : Charlotte Stifter
- Michael A. Grimm : Rupprecht Kandl
- Ferdinand Dörfler (VF : Bertrand Amiel) : Lochner-Wirt
- Angela Ascher : Johanna
- Monika Manz : Aloise
- Hans Stadlbauer : Egidius Riemenschneider
- Urs Althaus : le chef Anaru
- Christian Lex : Schottenhamel
- Sascha Maaz : le contremaître Kapo
- Stefanie von Poser : Anita Augspurk
- Gerhard Georg Jilka : Bayerhammer
- Joscha Baltha (VF : Olivier Benard) : Thomas Mann
- Raphael Dwinger : le docteur Kleckow
- Ines Hollinger : Franziska zu Reventlow
- Jonas Stenzel (VF : Pierre Carbonnier) : Denhardt
- Andreas Pegler : Gsell
- Caroline Sehm : Keya
- Rainer Maria Schiessler (VF : Stéphane Boucher) : le pasteur

 Source et légende : version française (VF) sur RS Doublage

## Épisodes
1. Vision (Die Vision)
2. Signes des temps (Die Zeichen der Zeit)
3. Amour et capital (Liebe und Kapital)
4. Que la fête commence ! (Anstich)
5. L'Aube d'un nouveau siècle (Aufbruch in ein neues Jahrhundert)
6. Le Jugement dernier (Das Jüngste Gericht)

## Réalité des faits
Le personnage de Curt Prank s'inspire de l'histoire de Georg Lang (de), restaurateur nurembergeois qui, le premier, eut l'idée d'installer une tente géante sur le Wiesn de Munich. En 1898, il érige une tente dont la capacité d'accueil est de 6000 places, démesurément plus que ce qui se pratiquait alors.